# Departamento de Guasayán
Departamento de Guasayán är en kommun i Argentina.   Den ligger i provinsen Santiago del Estero, i den norra delen av landet, 1 000 km nordväst om huvudstaden Buenos Aires. Antalet invånare är 7 404. Arean är 2 588 kvadratkilometer.
Terrängen i Departamento de Guasayán är kuperad åt sydost, men åt nordväst är den platt.
I omgivningarna runt Departamento de Guasayán växer i huvudsak lövfällande lövskog. Runt Departamento de Guasayán är det mycket glesbefolkat, med 3 invånare per kvadratkilometer.